# 60 Wall Street
Pour les articles homonymes, voir Wall Street (homonymie).
Le 60 Wall Street est un gratte-ciel du Financial District de Manhattan, à New York. Il a été conçu par le cabinet d'architectes John Dinkeloo and Associates, Kevin Roche et l'agence Kohn Pedersen Fox. La construction, qui a duré de 1987 à 1989, a nécessité la destruction de l'ancien 60 Wall Street.
Construit dans un style post-moderne (verre, acier, pierre), le bâtiment mesure 227 mètres, et compte cinquante six étages. Il offre 160 000 m² de bureaux à son principal locataire, la Deutsche Bank. Le bâtiment avait été initialement construit pour abriter le quartier général de JP Morgan Chase & Co, qui y resta entre 1987 et 1989 avant de migrer dans un nouveau bâtiment.[pas clair]